# Cercococcyx olivinus
Cercococcyx olivinus là một loài chim trong họ Cuculidae.